# Divize A 2011/2012
Divizi A hraje stejně jako v minulé sezoně 16 klubů. Z ČFL do ní sestoupila SK Slavia Praha B. Z přeborů naopak postoupily: FK Dukla Praha B, FK TJ Štěchovice, FK Slavoj Český Krumlov, FK Tachov, FC ZVVZ Milevsko, FC Rokycany, Sokol Čížová.

## Systém soutěže
Kluby se střetly v soutěži celkem 2x. Tedy 30 kol. Poté 1. tým postoupil do ČFL, počet sestupujících není každoročně znám, protože se neví kolik týmů sestoupí z krajského přeboru.

## Kluby podle krajů
- Praha : SK Slavia Praha B, FK Dukla Praha B, SK Horní Měcholupy, Bohemians Praha 1905 B
- Jihočeský : SK Strakonice 1908, FK Tábor, FC ZVVZ Milevsko, Sokol Čížová, FK Slavoj Český Krumlov
- Středočeský : SK Marila Votice, FK Hořovicko, FK TJ Štěchovice, SK Benešov
- Plzeňský : FC Rokycany, Slavoj Koloveč, FK Tachov

## Kluby 2011-2012
| Klub                    | sezona 2010/2011                      |
| ----------------------- | ------------------------------------- |
| SK Strakonice 1908      | 3. místo                              |
| SK Slavia Praha B       | ČFL (17. místo)                       |
| SK Marila Votice        | 2. místo                              |
| FK Hořovicko            | 7. místo                              |
| SK Horní Měcholupy      | Divize C (8. místo)                   |
| FC Rokycany             | Plzeňský krajský přebor (3. místo)    |
| FK Tábor                | 8. místo                              |
| FK TJ Štěchovice        | Středočeský krajský přebor (2. místo) |
| SK Benešov              | 4. místo                              |
| FK Dukla Praha B        | Přebor Praha (2. místo)               |
| Bohemians 1905 B        | 6. místo                              |
| Slavoj Koloveč          | 9. místo                              |
| FK Tachov               | Plzeňský přebor (2. místo)            |
| FC ZVVZ Milevsko        | Jihočeský krajský přebor (3. místo)   |
| Sokol Čížová            | Jihočeský krajský přebor (1. místo)   |
| FK Slavoj Český Krumlov | Jihočeský krajský přebor (2. místo)   |

## Konečná Tabulka
| Poř. | Tým                     | Z  | V  | R  | P  | VG | OG | B  |
| ---- | ----------------------- | -- | -- | -- | -- | -- | -- | -- |
| 1.   | SK Horní Měcholupy      | 30 | 19 | 8  | 3  | 70 | 28 | 65 |
| 2.   | SK Strakonice 1908      | 30 | 19 | 6  | 5  | 57 | 23 | 63 |
| 3.   | SK Benešov              | 30 | 19 | 4  | 7  | 52 | 30 | 61 |
| 4.   | SK Marila Votice        | 30 | 16 | 2  | 12 | 59 | 51 | 50 |
| 5.   | FK Hořovicko            | 30 | 14 | 7  | 9  | 41 | 31 | 49 |
| 6.   | SK Slavia Praha B       | 30 | 13 | 10 | 7  | 65 | 40 | 49 |
| 7.   | FC MAS Táborsko B       | 30 | 11 | 9  | 10 | 40 | 42 | 42 |
| 8.   | FK TJ Štěchovice        | 30 | 11 | 5  | 14 | 42 | 54 | 38 |
| 9.   | FC Rokycany             | 30 | 11 | 3  | 16 | 48 | 51 | 36 |
| 10.  | Sokol Čížová            | 30 | 9  | 8  | 13 | 29 | 53 | 35 |
| 11.  | FK Tachov               | 30 | 9  | 8  | 13 | 40 | 51 | 35 |
| 12.  | FK Dukla Praha B        | 30 | 10 | 4  | 16 | 55 | 55 | 34 |
| 13.  | FC ZVVZ Milevsko        | 30 | 10 | 4  | 16 | 25 | 44 | 34 |
| 14.  | FK Slavoj Český Krumlov | 30 | 10 | 4  | 16 | 29 | 59 | 30 |
| 15.  | Slavoj Koloveč          | 30 | 8  | 6  | 16 | 43 | 48 | 30 |
| 16.  | Bohemians 1905 B        | 30 | 5  | 6  | 19 | 32 | 67 | 21 |

|  | Postup Česká fotbalová liga 2012/13        |
|  | Sestup do Divize A, Divize B nebo Divize C |
|  | Tým odešel do Juniorské ligy 2012/2013     |